# Andromeda (gruppo musicale britannico)
Gli Andromeda erano un gruppo musicale britannico di hard rock progressivo e rock psichedelico.

## Storia
Gli Andromeda vennero fondati nel 1967 ed erano un trio composto dal chitarrista John Du Cann, proveniente dagli Attack e dai Five Day Week Straw People, il bassista Mick Hawksworth e il batterista Ian McLane. Durante la loro attività suonarono in club della scena alternativa di Londra come il Middle Earth e il Marquee Club e, nel 1968, fecero un'apparizione nel programma televisivo Top Gear della BBC. Nel 1969, che fu il loro ultimo anno di attività, gli Andromeda pubblicarono l'omonimo album, una delle prime incisioni della RCA. In seguito, John Cann entrò a far parte degli Atomic Rooster mentre Mick Hawksworth formò i Fuzzy Duck e collaborò con i Ten Years After. Il rinnovato interesse della band durante gli anni novanta portò alla pubblicazione di molti album e antologie di inediti.

## Formazione
- John Du Cann – chitarra, voce
- Mick Hawksworth – basso, voce
- Jack McCulloch – batteria
- Ian McLane – batteria

## Discografia

### Album in studio
- 1969 – Andromeda
- 1990 – 7 Lonely Street
- 1994 – Anthology 1966-1969
- 1994 – Live at Middle Earth
- 2005 – Originals
- 2007 – Beginnings 1967-68

### Singoli
- 1969 – Go Your Way/Keep out 'Cos I'm Dying

### Antologie
- 1990 – See into the Stars
- 1992 – Return to Sanity
- 2000 – Definitive Collection